# Rogério Andrade Barbosa

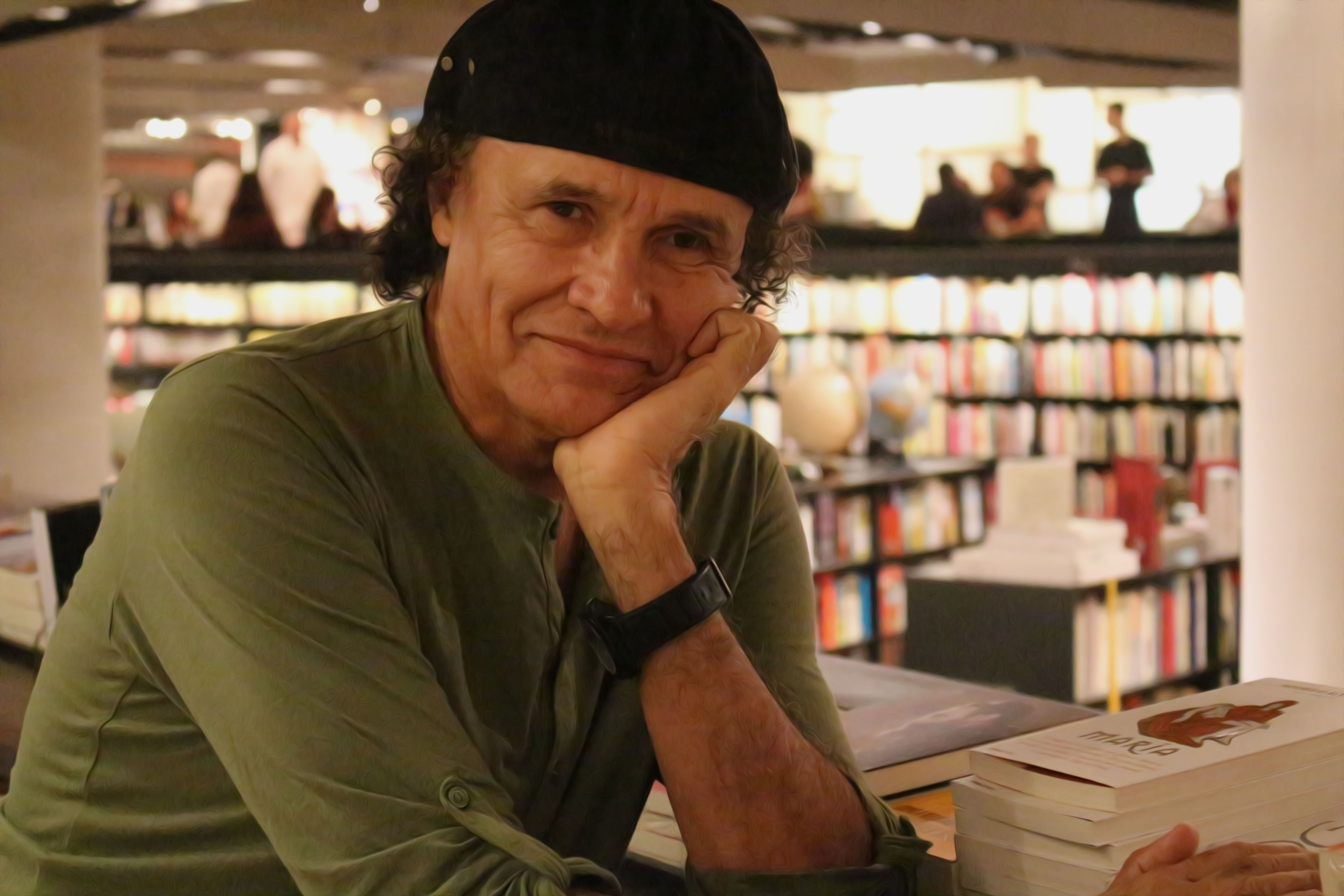

Rogério Andrade Barbosa é um  escritor, palestrante, contador de histórias brasileiro, é autor de livros infanto-juvenis. Um de seus livros de mais sucesso é a coleção Bichos da África (4 volumes) publicado pela Editora Melhoramentos. A série foi traduzida para vários idiomas e já vendeu mais de 1 milhão de exemplares.

## Biografia
Professor, escritor, palestrante, contador de historias e ex-voluntário das Nações Unidas na Guiné-Bissau. Graduou-se em Letras na UFF (RJ) e fez Pós-Graduação em Literatura Infantil Brasileira na UFRJ. Trabalha na área de literatura Afro-Brasileira e programas de incentivo à leitura, proferindo palestras e dinamizando oficinas.
São mais de 35 anos de literatura e mais de 100 livros publicados, alguns traduzidos para o inglês, espanhol, sueco, dinamarquês  e alemão. Participou como autor, palestrante e contador de histórias em  eventos literários e Feiras do Livro na Alemanha, Cuba, Itália, México, Peru, Angola, Moçambique, Cabo Verde, São Tomé e Príncipe, Ghana, Etiópia e República Dominicana.
E dos Congressos do IBBY (International Board on Books for Young People) em Cartagena (Colômbia-2000), Basel (Suíça-2002), Cidade do Cabo (África do Sul-2004), Macau (China 2006) e Copenhagem (Dinamarca-2008).

## Destaques do autor
Entre todos os prêmios os que se destacaram foram:
- Altamente Recomendável para Crianças e Jovens - FNLIJ (Fundação Nacional do Livro Infantil e Juvenil) em 1988, 1990, 1993, 1995, 1996, 2000, 2001,
- THE WHITE RAVENS, Alemanha 1988 e 2001 (Selecionado para o acervo da Biblioteca Internacional de Literatura Infantil e Juvenil de Munique).
- LISTA DE HONRA DO IBBY, Suíça, 2002.
- TROFÉU VASCO PRADO (Jornada Nacional de Literatura), Passo Fundo, 2003.
- PRÊMIO DA ACADEMIA BRASILEIRA DE LETRAS de Literatura Infanto-Juvenil, Rio de Janeiro, 2005.[1]
- PRÊMIO ORI 2007 (Secretaria das Culturas do Rio de Janeiro) - Homenagem aos que se destacam na valorização da matriz negra na formação cultural do Brasil.